# Mongólia az 1988. évi téli olimpiai játékokon
Mongólia a kanadai Calgaryban megrendezett 1988. évi téli olimpiai játékok egyik részt vevő nemzete volt. Az országot az olimpián 1 sportágban 3 sportoló képviselte, akik érmet nem szereztek.

## Sífutás
Férfi
| Versenyző                | Versenyszám | Eredmény  | Helyezés |
| ------------------------ | ----------- | --------- | -------- |
| Ziitsagaany Ganbat       | 15 km       | 48:48,9   | 62.      |
| Ziitsagaany Ganbat       | 30 km       | 1:42:24,2 | 72.      |
| Ziitsagaany Ganbat       | 50 km       | 2:26:22,0 | 57.      |
| Dambajantsagiin Battulga | 15 km       | 50:09,4   | 69.      |
| Dambajantsagiin Battulga | 30 km       | 1:40:41,3 | 69.      |
| Dambajantsagiin Battulga | 50 km       | 2:30:33,7 | 60.      |

Női
| Versenyző        | Versenyszám | Eredmény  | Helyezés |
| ---------------- | ----------- | --------- | -------- |
| Davaagiin Enkhee | 5 km        | 18:02,2   | 50.      |
| Davaagiin Enkhee | 10 km       | 35:40,8   | 48.      |
| Davaagiin Enkhee | 20 km       | 1:08:14,5 | 51.      |